# SIR W1–W3
Die W1 bis W3 der South Indian Railway (SIR) waren drei Schlepptenderlokomotiven mit der Achsfolge 1’D (Consolidation, 2-8-0) für die 762-mm-Schmalspur.

## Geschichte
Die Schmalspurstrecke zwischen Morappur und Dharmapuri im indischen Bundesstaat Madras wurde 1904 von der Madras Railway im Auftrag der indischen Regierung gebaut und am 18. Januar 1906 eröffnet. Nach der Übernahme der südlichen Strecken der Madras Railway 1908 durch die SIR, übernahm diese den Betrieb der Strecke und verlängerte sie ab 1909 bis nach Hosur. Speziell für diese am 15. Mai 1913 eröffnete 118 km lange Strecke bestellte die SIR bereits im Juli 1912 bei der Schweizerischen Lokomotiv- und Maschinenfabrik (SLM) in Winterthur drei Lokomotiven der Bauart Consolidation mit Tender.
Das Design ähnelte eher vergleichbaren von der SLM für verschiedene schweizerische Bahngesellschaften gebauten Lokomotiven und weniger anderen indischen zeitgenössischen Dampflokomotiven. Wie lange diese drei Exemplare im Einsatz waren, ist nicht bekannt.

### W4–W6
Im Oktober 1919 bestellte die SIR erneut drei Dampflokomotiven (W4 bis W6), diesmal aber Maschinen vom Typ Mikado mit der Achsfolge 1’D1’ (2-8-2). Die Lokomotiven wurden 1920 gebaut. Weitere Informationen über diese zweite Bestellung liegen nicht vor.